# Alexander Achinioti-Jönsson
Alexander Achinioti-Jönsson (sinh ngày 17 tháng 4 năm 1996) là một cầu thủ bóng đá người Thụy Điển thi đấu cho IFK Värnamo ở vị trí tiền vệ.